# Estación de ferrocarril de Tanggula

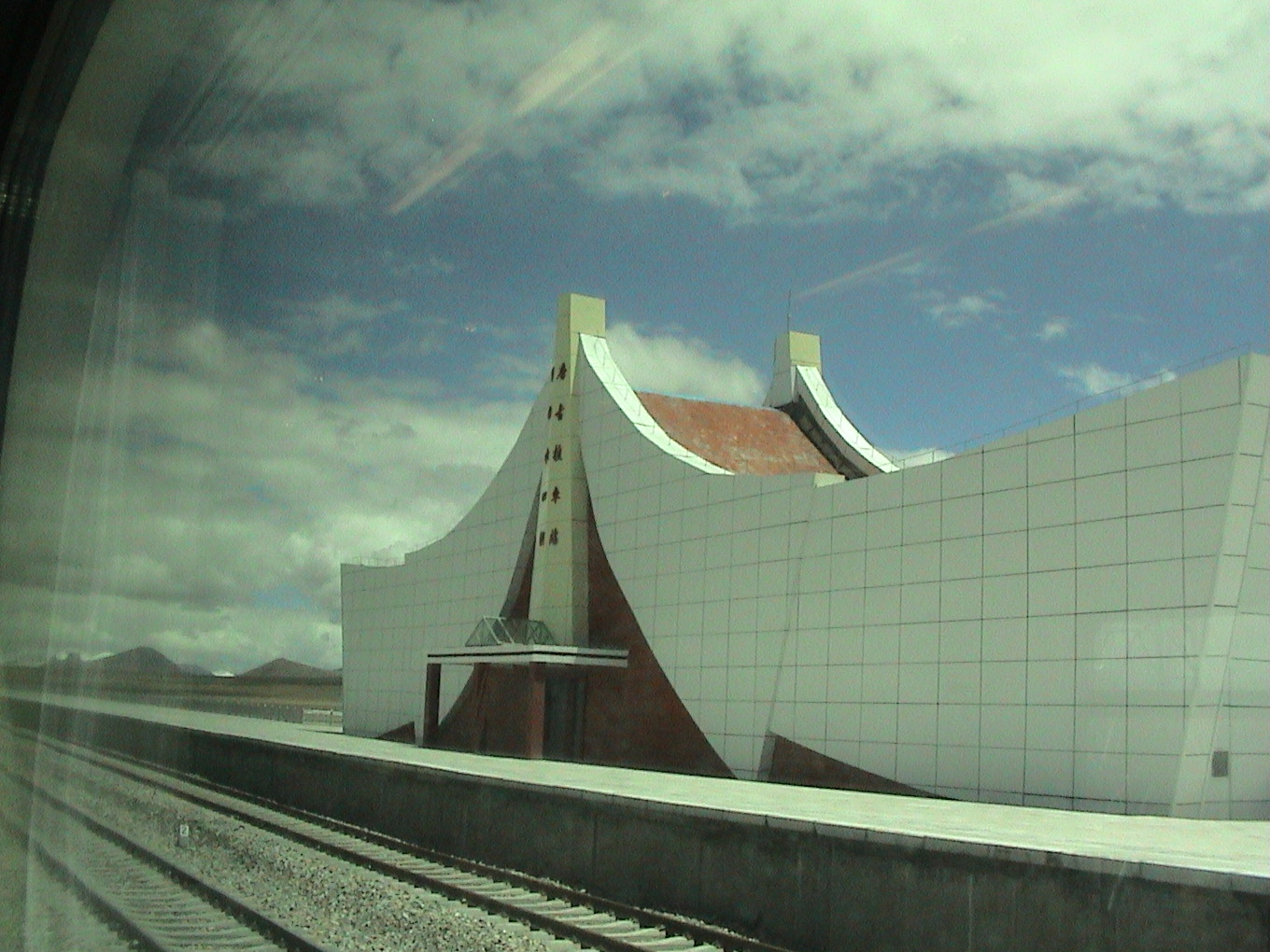
Edificio de la estación de ferrocarril de Tanggula.

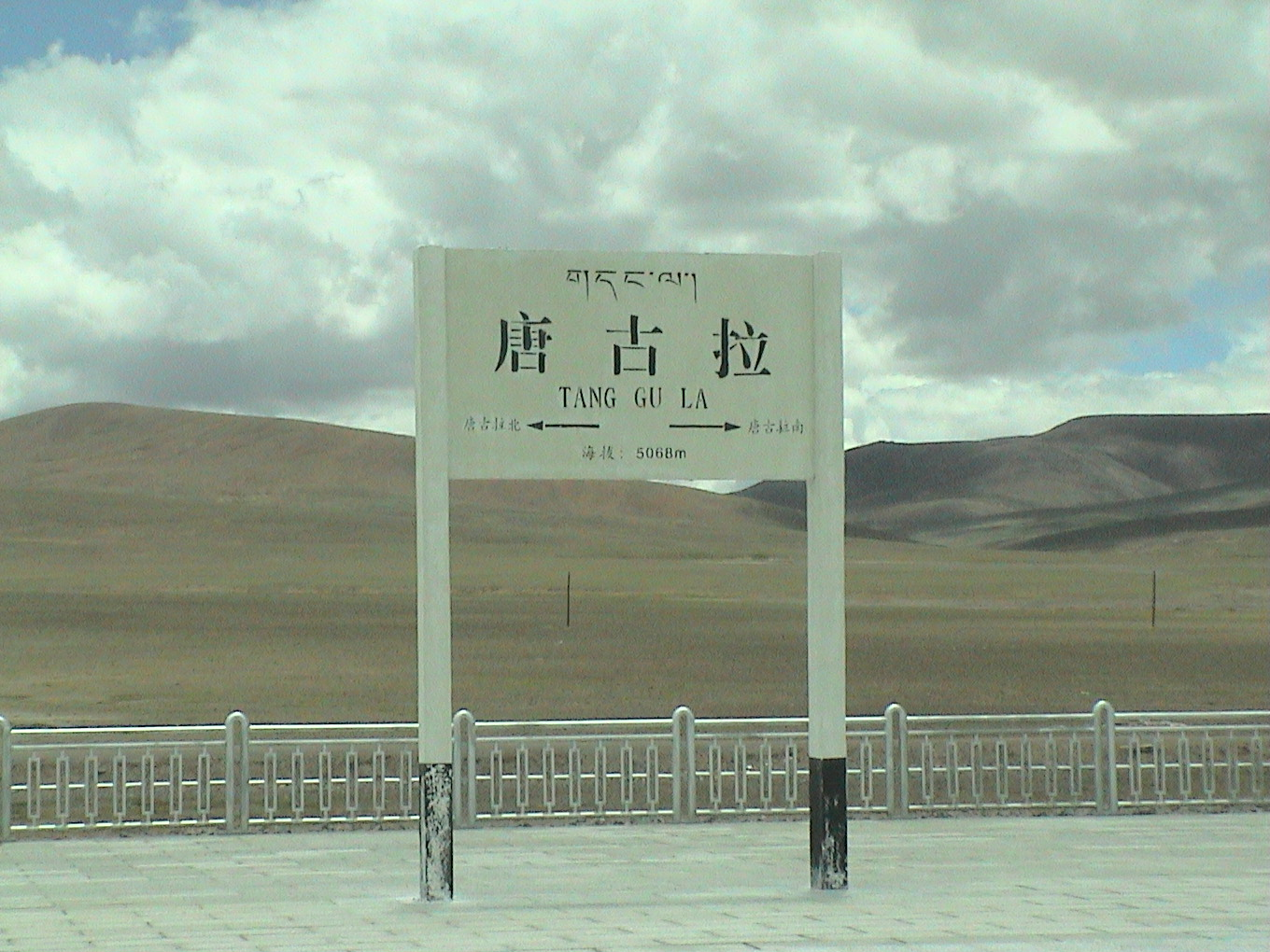
Plataforma de la estación de ferrocarril de Tanggula.

La estación de ferrocarril de Tanggula (en chino tradicional, 唐古拉站; en chino simplificado, 唐古拉站; pinyin, táng gǔ lā zhàn) es una estación de ferrocarril que se encuentra en el condado de Amdo, en la región autónoma del Tíbet, China. Esta es la estación a mayor altitud del mundo (5 068 m sobre el nivel del mar).

## Introducción
Esta estación abandonada del ferrocarril Qinghai–Tíbet abrió por primera vez su servicio el 1 de julio de 2006. La estación está localizada a 5.068 metros por encima del nivel del mar, superando las estaciones de Ticlio (Perú) a 4.829 metros, la estación Cóndor a 4.786 metros en la línea Río Mulatos-Potosí en Bolivia y la Estación La Galera a 4.781m en Perú, lo que la convierte en la estación de ferrocarril más elevada del mundo. La estación de Tanggula no está a más de 1 kilómetro de distancia del tramo más alto del recorrido a 5.072 metros. 
El andén tiene 1,25 kilómetros de largo y ocupa 77.000 metros cuadrados. Hay 3 vías en la estación. La localización de la estación fue escogida especialmente por las vistas desde los andenes al exterior.
En 2008, Tanggula Railtours, una iniciativa surgida de la unión de RailPartners y Qinghai Tibet Rail Corp., abrirán un servicio de tren turístico desde Pekín hasta Lhasa para el que se utilizarán tres trenes de lujo especialmente construidos para el recorrido.

## Horarios
Desde 2009, no hay servicio para pasajeros. Los trenes paran en la estación pero las puertas permanecen cerradas. 